# Sanela Sijerčić
Sanela Sijerčić, bosanskohercegovačka pjevačica narodne glazbe, rođena je u Sarajevu.

## Diskografija
- Bivša Draga, "Hayat Production", 2008. g.
- Fenix, Hayat Production, 2005. g.
- Rođendan, Intakt, 2002. g.
- Srce od papira, Intakt, 2000. g.
- Odgovori, 1998. g.
- Nek ti je ravna zemlja bosanska
- Kap po kap, 1995. g.

## Vanjske poveznice
- Službena stranica Sanele Sijerčić  Arhivirana inačica izvorne stranice od 1. siječnja 2007. (Wayback Machine)